# 袁廷英
袁廷英（15世紀—16世紀），字光輔，湖廣襄陽府棗陽縣人，軍籍，明朝政治人物。

## 生平
袁廷英是嘉靖四年（1525年）乙酉科湖廣鄉試舉人，授商州知州，為官清廉正直，五十歲即致仕回鄉，隱居在紫玉山，以吟咏自娛，終生不入城市。

## 引用
1. 1 2  咸豐《重修棗陽縣志·卷八·人物》：袁盛，字德昌，號桐岡，中景泰七年舉人……次子傅，官通判；傅子廷英，字光輔，嘉靖四年舉人，官陝西商州知州，居官清正，年五十即致仕，隱居紫玉山，以吟咏自娛，終歲不入城市……